# Smilacaceae
Famille
Classification APG III (2009)
La famille des Smilacacées regroupe des plantes monocotylédones ; elle comprend 370 espèces réparties en 2 ou 3 genres.
Ce sont des plantes herbacées ou des lianes, pérennes, rhizomateuses ou tubéreuses, des  régions tempérées à tropicales. C'est une famille largement répandue.

## Étymologie
Le nom vient du genre Smilax dérivé du grec 'σµῖλαξ' smīlax, et du latin smīlax smīlăcis smilax, sorte d'yeuse (chêne vert).

## Liste des genres
Selon World Checklist of Selected Plant Families (WCSP) (16 avr. 2010) et Angiosperm Phylogeny Website (19 mai 2010) :
- genre Heterosmilax Kunth (1850)
- genre Smilax L. (1753)

Selon NCBI (16 avr. 2010) :
- genre Heterosmilax
- genre Lapageria
- genre Smilax

Selon DELTA Angio (16 avr. 2010) :
- genre Heterosmilax
- genre Pseudosmilax (Syn. Heterosmilax)
- genre Smilax

Selon ITIS (16 avr. 2010) :
- genre Smilax L.

## Liste des espèces
Selon NCBI (16 avr. 2010) :
- genre Heterosmilax
  - Heterosmilax japonica
- genre Lapageria
  - Lapageria rosea
- genre Smilax
  - Smilax aspera
  - Smilax biltmoreana
  - Smilax bona-nox
  - Smilax china
  - Smilax davidiana
  - Smilax glabra
  - Smilax glauca
  - Smilax herbacea
  - Smilax hispida
  - Smilax hugeri
  - Smilax jamesii
  - Smilax lasioneura
  - Smilax nipponica
  - Smilax ocreata
  - Smilax pulverulenta
  - Smilax riparia
  - Smilax rotundifolia
  - Smilax smallii
  - Smilax tamnoides
  - Smilax tsinchengshanensis